# 최소 초중력
최소 초중력(最小超重力, 영어: minimal supergravity, 약자 mSUGRA)은 초대칭을 깨는 상호작용이 오직 중력으로만 최소 초대칭 표준 모형(MSSM)으로 전달된다고 가정하는, 초대칭 깨짐을 다루는 모형이다.
MSSM은 임의적인 부드러운 초대칭 깨짐 항을 포함하므로, 매우 많은 수(100여개)의 도움상수를 포함한다. 따라서 초대칭이 깨지는 과정을 가정하여, MSSM의 도움상수를 서로 연관지어 주는 모형이 필요하다. mSUGRA는 그 중 가장 유력한 모형 가운데 하나다.

## 역사
레바논의 알리 하니 샴세딘 (Ali Hani Chamseddine)과 미국의 리처드 아노윗 (Richard L. Arnowitt), 인도의 프란 나스(पंडित प्राणनाथ)가 1982년에 도입하였다.

## 참고 문헌
- A. Chamseddine et al. (1982), PRL 49:970.